# Улуманда
Улуманда — река в России, протекает в Кемеровской области. Устье реки находится в 18 км по правому берегу реки Тайдон. Длина реки составляет 40 км.

## Данные водного реестра
По данным государственного водного реестра России относится к Верхнеобскому бассейновому округу, водохозяйственный участок реки — Томь от города Новокузнецк до города Кемерово, речной подбассейн реки — Томь. Речной бассейн реки — (Верхняя) Обь до впадения Иртыша.